# مؤتمر المرأة العالمي للتواصل

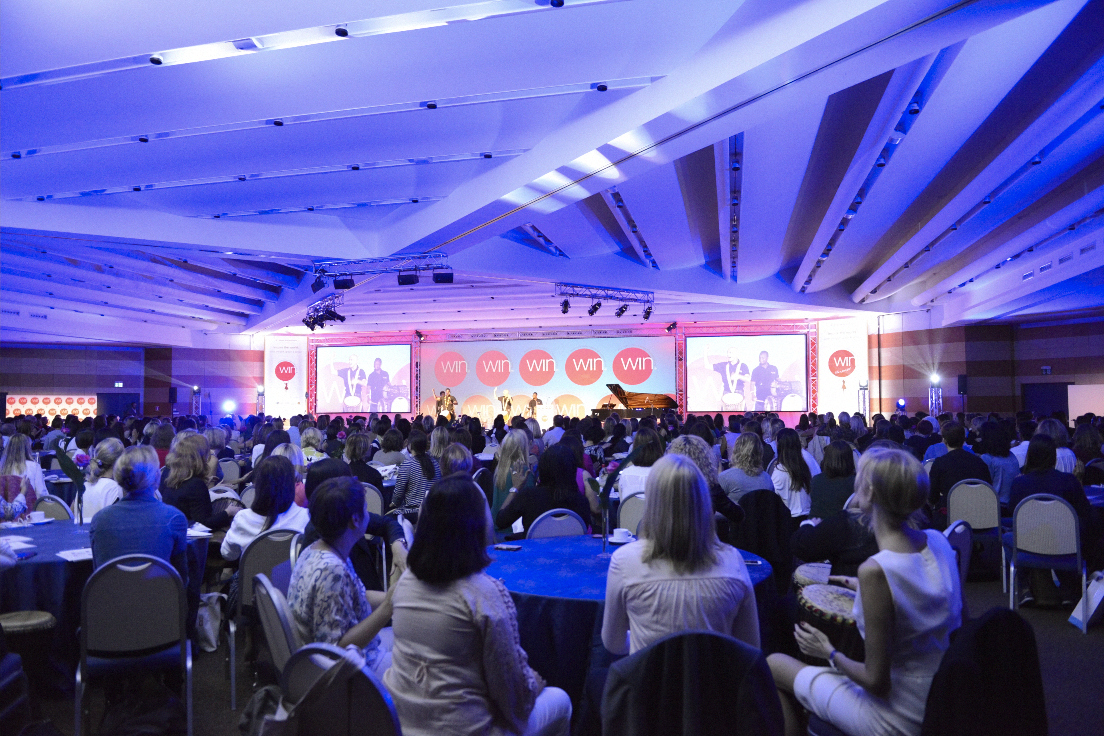
مؤتمر المرأة العالمي للتواصل، 2015

يقام مؤتمر المرأة العالمي للتواصل لتدعيم العلاقات النسائية. يعقد هذا المؤتمر سنويًا في عواصم الدول الاوروبية. فيهتم هذ المؤتمر بالنساء، تدعيم المرأة والقيادية. لقد وصفته صحيفة «زى جارديان» بأنه جزء من حركة «سيسترهوود 2.0». كما تري صحيفة «فاينانشيل إكسبرس» انه واحد من أكبر المؤتمرات من نوعه.

## حول
لقد تأسس مؤتمر المرأة الدولي للتواصل في عام 1997 بواسطة رائدة الأعمال النيرويجية «كريستين إنجفج». لقد أنشأت «وين كونفرنس» هي ومجموعة من سيدات الأعمال ومجموعة من المغتربات، وقد عُقد في «بالازو ديل ستيليني»، مجمع «آي بي إم» في ميلان عام 1998. وقد حضر المؤتمر مجموعة من أصحاب الأعمال، المديرين، أكاديميين، وكلاء منظمات غير هادفة للربح و غيرهم. فيغطي هذا المؤتمر أبحاث عن السيدات اللاتي يمارسون الإدارة والأعمال وكيفية المساواة بين العمل والحياة. يعقد هذا المؤتمر سنويا، ويحضره 500 مشارك من جميع أنحاء العالم بداية من 2009. يقام المؤتمر علي المستوي المحلي والدولي، مثل «وين كونفرنس» اليابان و «وين كونفرنس»  نيجيريا. المرة الأولي التي عقد فيها المؤتمر في الهند كان عام 2013. اعتباراً من 2016، اشترك أكثر من 13000 مشارك في هذا المؤتمر من 129 جنسية مختلفة.

## الإصدارات الحالية والسابقة
- سبتمبر 2017 أوسلو
- مارس 2016 روما[7] - قيادة الطريق، بجمال، تواصل وثقة[9]
- مارس 2016 نيو دلهي[5]
- أبريل 2015 طوكيو[6]
- سبتمبر 2015 روما - إلهام العالم برؤية، شرف وتصرف
- أبريل 2014[3]
- 2014 برلين - الطفرة المذهلة في التغيير
- 2013 براغ - الازدهار معا: بالجمال، الثقة والشغف
- 2012 روما - إتاحة الحرية: وجود احتمالات
- 2011 روما - صنع التاريخ
- 2010 إدراك الرؤى: بالوضوح، العزيمة والاهتمام
- 2009 في فعل الحكمة: تطوير الناس، المجتمع والمنظمات
- 2008 صنع المستقبل: ابتكار، النزاهة والحيوية
- 2007 أخذ الخطوة القادمة: بدون خوف، أناقة ومعا
- 2006 روما - الشجاعة لتكون التغيير
- 2005 القيادة نحو المستقبل
- 2004 توصيل الناس ببعض لصنع التأثير
- 2002 النساء تصنع الشراكة عبر الحدود
- 2001 النساء تقود التغيير العالمي
- 2000 الخطط الاستراتيجية المستدامة للنساء في الحقبة العالمية
- 1999 الخطط الاستراتيجية الناجحة للنساء اللاتي يعملن عالمياً
- 1998 الخطط الاستراتيجية الناجحة للنساء في عصر العولمة